# Ungkarlenes Datter
Ungkarlenes Datter (originaltitel Three Wise Fools) er en amerikansk stumfilm fra 1923 af King Vidor.

## Medvirkende
- Claude Gillingwater som Theodore Findley
- Eleanor Boardman som Rena Fairchild / Sydney Fairfield
- William H. Crane som James Trumbull
- Alec B. Francis som Dr. Richard Gaunt
- John St. Polis som John Crawshay
- William Haines som Gordon Schuyler
- Lucien Littlefield som Douglas